# Daniel Sanabria
Daniel Sanabria est un footballeur paraguayen né le 8 février 1977.